# Саутгейт (Флорида)
Саутгейт (англ. Southgate) — статистически обособленная местность, расположенная в округе Сарасота (штат Флорида, США) с населением в 7455 человек по статистическим данным переписи 2000 года.

## География
По данным Бюро переписи населения США статистически обособленная местность Саутгейт имеет общую площадь в 5,18 квадратных километров, водных ресурсов в черте населённого пункта не имеется.
Статистически обособленная местность Саутгейт расположена на высоте уровня моря.

## Демография
| Год переписи        | Нас. |  | %±   |
| ------------------- | ---- |  | ---- |
| 1970                | 6885 |  | —    |
| 1980                | 7322 |  | 6,3% |
| 1990                | 7324 |  | 0%   |
| 2000                | 7455 |  | 1,8% |
| 1970–2000 Источник: |      |  |      |

По данным переписи населения 2000 года в Саутгейтe проживало 7455 человек, 2072 семьи, насчитывалось 3629 домашних хозяйств и 4013 жилых домов. Средняя плотность населения составляла около 1439,19 человек на один квадратный километр. Расовый состав населённого пункта распределился следующим образом: 96,16 % белых, 0,80 % — чёрных или афроамериканцев, 0,21 % — коренных американцев, 0,97 % — азиатов, 0,09 % — выходцев с тихоокеанских островов, 1,02 % — представителей смешанных рас, 0,74 % — других народностей. Испаноговорящие составили 5,71 % от всех жителей статистически обособленной местности.
Из 3629 домашних хозяйств в 18,4 % воспитывали детей в возрасте до 18 лет, 44,8 % представляли собой совместно проживающие супружеские пары, в 9,3 % семей женщины проживали без мужей, 42,9 % не имели семей. 34,9 % от общего числа семей на момент переписи жили самостоятельно, при этом 17,6 % составили одинокие пожилые люди в возрасте 65 лет и старше. Средний размер домашнего хозяйства составил 2,05 человек, а средний размер семьи — 2,62 человек.
Население статистически обособленной местности по возрастному диапазону по данным переписи 2000 года распределилось следующим образом: 15,7 % — жители младше 18 лет, 4,7 % — между 18 и 24 годами, 25,0 % — от 25 до 44 лет, 27,0 % — от 45 до 64 лет и 27,6 % — в возрасте 65 лет и старше. Средний возраст жителей составил 48 лет. На каждые 100 женщин в Саутгейтe приходилось 88,2 мужчин, при этом на каждые сто женщин 18 лет и старше приходилось 85,4 мужчин также старше 18 лет.
Средний доход на одно домашнее хозяйство статистически обособленной местности составил 41 762 доллара США, а средний доход на одну семью — 50 335 долларов. При этом мужчины имели средний доход в 33 109 долларов США в год против 26 955 долларов среднегодового дохода у женщин. Доход на душу населения статистически обособленной местности составил 41 762 доллара в год. 5,1 % от всего числа семей в населённом пункте и 6,8 % от всей численности населения находилось на момент переписи населения за чертой бедности, при этом 8,6 % из них были моложе 18 лет и 4,6 % — в возрасте 65 лет и старше.